# Вослепно
Вослепно (Слепня; бел. Васле́пна, Во́слепна, Сле́пня) — озеро в Городокском районе Витебской области Белоруссии. Относится к бассейну реки Лужесянка.

## Физико-географическая характеристика
Озеро Вослепно располагается в 22 км от города Городок, в 1,5 км к северо-западу от деревни Стырики.
Площадь поверхности озера составляет 1,89 км². Длина — 3,29 км, наибольшая ширина — 1,21 км. Длина береговой линии — 9,92 км. Наибольшая глубина — 8,0 м, средняя — 3,7 м. Объём воды в озере — 8,52 млн м³. Площадь водосбора — 9,43 км².
Котловина озера сложного типа, вытянутая с юго-запада на северо-восток. Склоны преимущественно крутые, высотой 5—10 м, песчаные, покрытые лесом. Береговая линия извилистая. Берега поросли лесом и кустарником.
Глубины до 2 м занимают 18 % площади озера. Мелководье узкое и крутое. Глубже дно плоское, покрытое глинистым илом и тонкодетритовым и кремнезёмистым сапропелями мощностью до 5 м. Наибольшие глубины отмечены в юго-западной части озера. Присутствуют семь островов общей площадью около 7 га, полностью заросших лесом и кустарником.
Минерализация воды достигает 200 мг/л, прозрачность — 1,2 м. Водоём подвержен эвтрофикации. Впадают два ручья. Озёра Вослепно и Вымно соединены протокой.

## Флора и фауна
Зарастает до 20 % площади озера. Надводная растительность спускается до глубины 2 м и образует полосу шириной до 30 м. Подводные макрофиты распространяются до глубины 3 м.
В воде обитают щука, окунь, судак, лещ, плотва, линь, карась, уклейка, налим, краснопёрка, язь, густера и другие виды рыб.
На озере отмечены гнездования гоголя обыкновенного — редкой птицы, ранее занесённой в Красную книгу Республики Беларусь, но в 2016 году исключённой из списка охраняемых видов.

## Охрана природы
Озеро входит в состав ботанического заказника местного значения «Вослепно». Организовано платное любительское рыболовство.

## Исторические сведения
В годы Великой Отечественной войны на берегах озера Вослепно действовал партизанский аэродром.